# Albanologija
Albanologija je znanost koja se bavi albanskim jezikom, albanskom kulturom i albanskom književnošću. Jedan od utemeljitelja je bio Hrvat Milan Šufflay.
Prvo albansko sveučilište osnovano je 1957. godine u Tirani i ubrzo je postalo važan centar albanologije.
U suvremenoj hrvatskoj povijesti najpoznatiji albanolog bio je povjesničar Zef Mirdita.

## Poznati albanolozi
- Johann Georg von Hahn (1811. – 1869.)
- Gustav Meyer (1850. – 1900.)
- Ludwig von Thalloczy (1854. – 1916.)
- Theodor Anton Ippen (1861. – 1935.)
- Edith Durham (1863. – 1944.)
- Norbert Jokl (1877. – 1942.)
- Franz Baron von Nopcsa (1877. – 1933.)
- Milan Šufflay (1879. – 1931.)
- Carlo Tagliavini (1903. – 1982.)
- Martin Camaj
- Eqrem Çabej
- Zef Mirdita (1936. – 2016.)
- Robert Elsie (1950. – 2017.)
- Shaban Demiraj
- Xhevat Lloshi

## Vanjske poveznice
- International Network of Albanology